# Шебо, Филип
Фи́лип Ше́бо (словац. Filip Šebo; род. 24 февраля 1984 или 25 февраля 1984, Братислава) — словацкий футболист, игравший на позиции нападающего.

## Клубная карьера
Воспитанник юношеских команд футбольных клубов «Артмедиа» (Петржалка), «Слован» и «Интер» (Братислава). В 2001 попал в структуру немецкого «Кёльна», где провел два сезона за дублирующую команду, приняв участие в 50 матчах чемпионата.
Так и не пробившись в первую команду немцев, в 2003 году Шебо вернулся на родину, где играл за клубы «Интер» (Братислава) и «Артмедия» (Братислава). Со второй командой в сезоне 2004/05 стал чемпионом Словакии, а также лучшим бомбардиром турнира с 22 голами, чем заинтересовал представителей венской «Аустрии», в составе которой выиграл золотой дубль в следующем сезоне 2005/06.
3 августа 2006 за 1.85 миллиона фунтов стерлингов перешел в шотландский «Рейнджерс». В команде из Глазго словак не сумел закрепиться и в 2007 году был отдан в аренду в французский клуб «Валансьен», который по завершении сезона выкупил контракт игрока.
15 сентября 2010 году Шебо вернулся на родину и заключил контракт с столичным клубом «Слован», в составе которого в первом же сезоне забил 22 гола и второй раз в карьере стал лучшим бомбардиром местного чемпионата, а его команда сделала золотой дубль. В конце 2012 года покинул «Слован». В 2015 году недолго поиграл за любительский клуб пятого дивизиона «Петржалка».

## Международная карьера
С юношеской сборной Словакии (до 19 лет) стал бронзовым призером юношеского чемпионата Европы 2002 года в Норвегии, забив по голу в матчах групповой этапа против норвежцев (5:1) и чехов (5:2). Этот результат позволил Филипу в составе молодежной сборной Словакии (до 20 лет) поехать на молодежный чемпионат мира 2003 года в ОАЭ, где словаки вылетели на стадии 1/8 финала от будущих триумфаторов соревнования бразильцев (1:2). Именно Шебо забил в этой игре единственный гол своей команды.
15 августа 2006 дебютировал за национальную сборной Словакии в товарищеском матче с Мальтой (3:0), где отметился хет-триком. А в своем втором международном матче против Кипра (6:1), в рамках отбора на Евро-2008, отличился дублем. Всего Шебо сыграл за сборную 15 матчей и забил 7 голов.

### Статистика выступлений за сборную
| Матчи за сборную Словакии | Матчи за сборную Словакии | Матчи за сборную Словакии | Матчи за сборную Словакии | Матчи за сборную Словакии | Матчи за сборную Словакии | Матчи за сборную Словакии |
| ------------------------- | ------------------------- | ------------------------- | ------------------------- | ------------------------- | ------------------------- | ------------------------- |
| №                         | Дата                      | Оппонент                  | Счёт                      | Голы                      | Соревнование              |                           |
| 1                         | 15 августа 2006           | Мальта                    | 3:0                       | 3                         | Товарищеский матч         |                           |
| 2                         | 2 сентября 2006           | Кипр                      | 6:1                       | 2                         | Квалификация на ЧЕ 2008   |                           |
| 3                         | 6 сентября 2006           | Чехия                     | 0:3                       | -                         | Квалификация на ЧЕ 2008   |                           |
| 4                         | 7 февраля 2007            | Словакия                  | 2:2                       | -                         | Товарищеский матч         |                           |
| 5                         | 8 сентября 2007           | Ирландия                  | 2:2                       | -                         | Квалификация на ЧЕ 2008   |                           |
| 6                         | 13 октября 2007           | Сан-Марино                | 7:0                       | -                         | Квалификация на ЧЕ 2008   |                           |
| 7                         | 16 октября 2007           | Хорватия                  | 0:3                       | -                         | Товарищеский матч         |                           |
| 8                         | 20 августа 2008           | Греция                    | 0:2                       | -                         | Товарищеский матч         |                           |
| 9                         | 8 октября 2010            | Армения                   | 1:3                       | -                         | Квалификация на ЧЕ 2012   |                           |
| 10                        | 17 ноября 2010            | Босния и Герцеговина      | 2:3                       | 1                         | Товарищеский матч         |                           |
| 11                        | 26 марта 2011             | Андорра                   | 1:0                       | 1                         | Квалификация на ЧЕ 2012   |                           |
| 12                        | 29 марта 2011             | Дания                     | 1:2                       | -                         | Товарищеский матч         |                           |
| 13                        | 4 июня 2011               | Андорра                   | 1:0                       | -                         | Квалификация на ЧЕ 2012   |                           |
| 14                        | 10 августа 2011           | Австрия                   | 2:1                       | -                         | Товарищеский матч         |                           |
| 15                        | 7 октября 2011            | Россия                    | 0:1                       | -                         | Квалификация на ЧЕ 2012   |                           |

## Достижения

### Клубные
- Чемпион Словакии: 2004/05, 2010/11
- Чемпион Австрии: 2005/06
- Обладатель Кубка Австрии: 2005/06
- Обладатель Кубка Словакии: 2010/11

### Индивидуальные
- Лучший бомбардир чемпионата Словакии: 2004/05, 2010/11 (по 22 гола)